# José Pascual Urbán
José Pascual Urbán (Elche, 15 de febrero de 1871-†13 de julio de 1963) fue un periodista y escritor español de pensamiento carlista. 

## Biografía
Doctor en Filosofía y Letras, se dedicó a la docencia. Fue director y fundador del Colegio de Primera y Segunda Enseñanza de Ntra. Señora de la Asunción de Elche, profesor auxiliar del Instituto de Alicante y secretario, vicedirector y director (durante 17 años) del Instituto de Segunda Enseñanza de Lorca "J. Ibáñez Martín". También fue director honorario del Instituto de Lorca.
En política, a principios del siglo XX presidió el Círculo Tradicionalista de Elche y fue jefe de distrito de la Comunión Tradicionalista. Fue elegido concejal por elección popular del Arrabal.
Como periodista, fundó y dirigió en Elche el semanario tradicionalista La Defensa (1911-1931). También fue corresponsal del principal diario carlista de España, El Correo Español, así como de La Voz de Alicante, La Voz de Levante y La Verdad de Murcia. Colaboró además con las publicaciones ilicitanas Acción Católica, El Eco, El Pueblo de Elche y la revista Festa d'Elig. Fuera de su ciudad, escribió para La Tarde de Lorca, El Cantábrico de Santander y El Pensamiento Español de Madrid.
De simpatías germanófilas durante la Primera Guerra Mundial, en 1919 se adhirió a la escisión de Juan Vázquez de Mella y se separó del jaimismo. Fue diputado provincial con la dictadura de Primo de Rivera. También ejerció en Alicante como visitador del Hospital San Juan de Dios y de las Casas de Beneficencia.
En el aspecto religioso, en 1907 fundó y presidió la Adoración Nocturna de Elche. Fue además padrino abanderado de los Jueves Eucarísticos, presidente de la cofradía de Nuestra Señora del Carmen, hermano ministro de la Venerable Orden Tercera de San Francisco de Asís, presidente de la sociedad Venida de la Virgen y presidente de las Conferencias de San Vicente de Paúl.
Fue presidente del Patronato "El Remedio", sociedad feminista de Socorros Mutuos, y secretario general de la comisión restauradora del "Misterio de Elche", así como miembro del Patronato Nacional y de la Junta local del "Misterio de Elche".
Publicó numerosas obras sobre historia, literatura y ensayos. En 1952 el Ayuntamiento de Elche lo nombró Hijo Predilecto y le dedicó una calle.
Estuvo casado con Dolores García Marco, con quien tuvo tres hijos llamados Antonio, María, Asunción y Ángeles. Su hija María Pascual Ferrández fue una destacada pedagoga.

## Obras
- La ley providencial de la Historia en la Edad Antigua
- Misceláneas Filológico-literarias
- El Misterio de Elche
- Del folkore ilicitano (1943)
- La Defensa (folleto)
- Mi labor profesional de 20 años en Lorca
- Impugnación a un discurso de Belén Tárraga (inédito)
- Episodios personales
- De re philológica (1943)